# Zethus nodosus
Zethus nodosus (лат.) — вид одиночных ос рода Zethus из семейства Vespidae (Eumeninae), обитающий в Южной Америке (Бразилия, Парагвай).

## Описание
Мелкие осы, длина около 1 см. Основная окраска чёрная с жёлтыми и оранжевыми отметинами. От близких видов отличается вторым стернитом выгнутым в профиль перед серединой, несколько вогнутым позади; скутум с несколькими крупными пунктурами, матовый. Средние голени самцов с 2 шпорами. Усики 12-члениковые у самок и 13-члениковые у самцов.
Включён в состав подрода Zethoides, где входит в видовую группу Zethus olmecus. В группу включают несколько видов, в том числе Z. chapadensis, Z. hermesi, Z. miniatus и Z. utingensis, Z. peruvicus, Z. pygmaeus, Z. thoracicus и Z. toltecus.
Вид Z. nodosus был впервые описан в 1912 году итальянским зоологом профессором Эдоардо Дзаваттари.
Z. nodosus строят внешние воздушные гнезда, сделанные из растительного материала и прикреплённые на ветвях растений. Гнезда Z. nodosus очень похожи на известные гнезда Z. miniatus и Z. schadei, с одним исключением: почковидные ячейки изгибаются вокруг субстрата. Последние виды имеют бочкообразные ячейки, которые также перпендикулярны субстрату, но без явной кривизны. Большинство гнезд были собраны Германом Людервальдтом (Hermann Luederwaldt), который скончался в 1934 году, всего через 12 лет после того, как было собрано последнее гнездо. И с 1922 года более 100 лет никто гнёзд этого вида не находил. Одним из объяснений этого факта может служить активная урбанизация мест обитания вида. Описание этих гнёзд, хранящихся в Музее университета Сан-Пауло (Museu de Zoologia da Universidade de São Paulo, MZSP), было сделано лишь в 2023 году.